# Joaquín Rodrigo

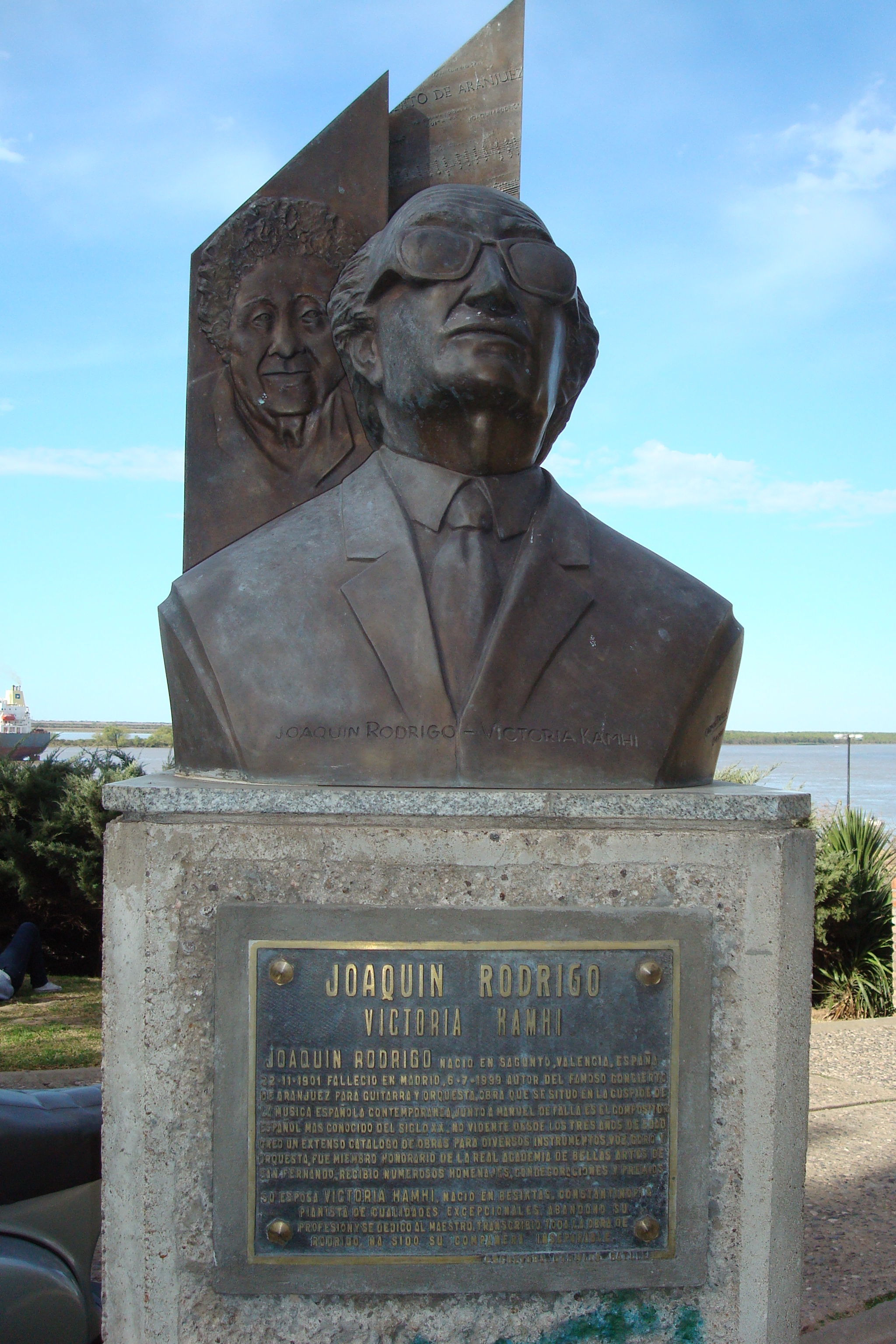
Joaquín Rodrigo

Joaquín Rodrigo Vidre (22 tháng 11 năm 1901 – 6 tháng 7 năm 1999) là nhà soạn nhạc cổ điển đương đại Tây Ban Nha và nghệ sĩ dương cầm tài năng. Tuy bị mù từ khi 3 tuổi nhưng điều đó không ngăn cản ông đạt thành tựu lớn trong âm nhạc. Rodrigo được xem là một trong số những người có công nhất trong việc phổ biến guitar cổ điển trong thế kỉ 20. Nhạc phẩm Concierto de Aranjuez của ông được xem như là một đỉnh cao của âm nhạc Tây Ban Nha và cũng là đỉnh cao tác phẩm dành cho guitar.

## Cuộc đời
Joaquín Rodrigo sinh tại Sagunto, Valencia, Tây Ban Nha. Từ khi lên 3 tuổi ông đã mất hoàn toàn thị giác do hậu quả của bệnh bạch hầu. Năm 8 tuổi ông bắt đầu học piano và violin, năm 16 tuổi học hòa âm và sáng tác. Mặc dù có công đưa cây guitar lên tầm nhạc cụ biểu diễn trong dàn nhạc và nổi tiếng với các tác phẩm viết cho guitar nhưng ông chưa bao giờ hoàn toàn điều khiển được cây guitar. Ông viết các tác phẩm của mình bằng ký tự Braille và từ đó người ta chuyển sang bản nhạc thông thường để xuất bản.
Rodrigo học nhạc với thầy Francisco Antich ở Valencia và với Paul Dukas tại trường Cao đẳng âm nhạc Paris. Sau đó ông trở về Tây Ban Nha trong một thời gian ngắn ông quay lại Paris học về âm nhạc học với Maurice Emmanuel và sau đó là André Pirro.
Tác phẩm đầu tiên của ông được xuất bản năm 1923. Năm 1925 ông nhận giải thưởng quốc gia Tây Ban Nha. Từ năm 1947 ông là giáo sư lịch sử âm nhạc và giữ chức chủ tịch bộ phận âm nhạc của khoa văn triết trường đại học Madrid.
Tác phẩm nổi tiếng nhất của ông, Concierto de Aranjuez, viết năm 1939 tại Paris là bản concerto cho guitar và dàn nhạc giao hưởng. Trong đó phần adagio là phần được biết đến nhiều nhất trong âm nhạc cổ điển thế kỉ 20 là phần hợp tấu của guitar và kèn Anh (hoặc oboe). Sau này nghệ sĩ jazz Miles David trình tấu bằng trumpet trong đĩa nhạc 'Sketch of Spain' năm 1959.
Năm 1991, Rodrigo được vua Juan Carlos phong tước Marqués de los Jardines de Aranjuez. Năm 1996 ông nhận giải thưởng Prince of Asturias danh giá. Năm 1998 ông được chính phủ Pháp phong cho danh hiệu Hiệp sĩ Nghệ thuật và văn chương.
Ông cưới vợ Victoria Kamhi, là nhạc sĩ piano sinh tại Thổ Nhĩ Kỳ, vào năm 1933 tại Valencia. Con gái ông Cecilia sinh năm 1947.
Rodrigo mất năm 1999 tại Madrid. Ông cùng vợ được an táng tại nghĩa trang ở Aranjuez.

## Tác phẩm

### Tác phẩm cho dàn nhạc giao hưởng
- Symphonic Wind Ensemble
  - Adagio Para Orquesta de Instrumentos de Viento - trình diễn lần đầu tại Pittsburgh, Pennsylvania năm 1966
- Orchestra
  - Soleriana- Ra mắt bởi Berlin Philharmonic, tại Berlin năm 1953

### Tác phẩm concerto trình tấu cùng dàn nhạc
- Piano
  - Juglares (1923)
  - Concierto heroico (1943)
- Cello
  - Concierto en modo galante (1949)
  - Concierto como un divertimento (1978–1981)
- Guitar
  - Concierto de Aranjuez (1939)
  - Concierto Andaluz (1967)
  - Concierto para una fiesta (1982)
  - Fantasía para un gentilhombre (1954)
  - Concierto heroico (1942)
  - Concierto madrigal (1968)
- Concierto de estío (1944), dành cho violin và dàn nhạc
- Concierto pastoral (1978), dành cho sáo và dàn nhạc
- Concierto serenata (1954), dành cho đàn harp và dàn nhạc

### Tác phẩm cho một nhạc cụ
- Guitar
  - Invocación y danza (1961)
  - Three Spanish Pieces - Tres Piezas Espanolas (Fandango,Passacaglia,Zapateado)
  - Elogio de la guitarra (1971)
  - Two Preludes
  - En Los Trigales
- Sonata Giocosa

### Tác phẩm thanh nhạc, hợp xướng
- Per la flor del Lliri Blau (1934)
- Ausencias de Dulcinea (1948)
- Tres viejos aires de danza (1994)
- Villancicos y canciones de navidad (1952)

### Tác phẩm cho guitar và giọng hát
- Coplas del Pastor Enamorado (1935)
- Tres Canciones Espanola (1951)
- Tres Villancicos (1952)
- Romance de Durante (1955)
- Folías Canarias (1958)
- Aranjuez, ma pensée (1988)